# 比利亚武埃纳德尔蓬特
比利亚武埃纳德尔蓬特，是西班牙卡斯蒂利亚-莱昂萨莫拉省的一个市镇。 总面积26平方公里，总人口944人（2001年），人口密度36人/平方公里。